# Vitstjärtad rosttrast
Vitstjärtad rosttrast (Neocossyphus poensis) är en fågel i familjen trastar inom ordningen tättingar.

## Utseende och läte
Vitstjärtad rosttrast är en mörk och enfärgad trast. Den långa stjärten är svartaktig med stora vita hörn. I flykten syns roströda fläckar på vingarna. Arten är lik rödstjärtad rosttrast, men har svartvit stjärt, ej rödaktig. Den liknar även västafrikansk rosttrast, men har mer vågrätt hållning än denna och tillbringar mer tid på marken än uppe i vegetationen. Vanligaste lätena är en utdragen och tunn vissling samt ett kort drillande "brttt".

## Utbredning och systematik
Vitstjärtad rosttrast förekommer i subtropiska eller tropiska fuktiga låglandsskogar. Den delas in i fem underarter med följande utbredning:
- Neocossyphus poensis poensis – Sierra Leone, Kamerun, Gabon och södra Kongo-Kinshasa.
- Neocossyphus poensis praepectoralis – norra Angola, Centralafrikanska republiken, västra Kongo-Kinshasa och Uganda.
- Neocossyphus poensis kakamegoes – västra Kenya (främst i Kakamegaskogen)
- Neocossyphus poensis nigridorsalis – västra Kenya
- Neocossyphus poensis pallidigularis – nordvästra Angola

De tre senaste underarterna inkluderas ofta alla tre i praepectoralis.

## Levnadssätt
Vitstjärtad rosttrast hittas nära eller på marken i fuktiga skogar. Den är generellt skygg och tillbakadragen. Fågeln följer ofta myrsvärmar.

## Status
Arten har ett stort utbredningsområde och internationella naturvårdsunionen IUCN kategoriserar arten som livskraftig. Beståndsutvecklingen är dock oklar.